# Adua
Adua (AFI: /ˈadua/; in tigrino: ዓድዋ anche scritto Adwa o Aduwa) è una città-mercato e una woreda separata nel nord dell'Etiopia. È meglio conosciuta come la località prossima alla decisiva battaglia di Adua combattuta nel 1896 contro le truppe italiane.
Situata nella Zona di Mehakelegnaw della regione del Tigrè, Adua confina a sud con Werie Lehe, a ovest con La'ilay Maychew, a nord con Mereb Lehe e a est con Enticho.
Adua ha una longitudine e una latitudine di 14°10'N 38°54'E e un'elevazione di 1907 metri.
Adua è sede di diverse chiese importanti: Adwa Gebri'el Bet (costruita da Dejazmach Wolde Gebriel), Adwa Maryam Bet (costruita da Ras Anda Haymanot), Adwa Medhane 'Alem Bet (costruita da Ras Sabagadis), Adwa Nigiste Saba Huletenya Dereja Timhirt Bet, e Adwa Selasse Bet. Vicino ad Adwa si trova il Monastero di Abba Garima, fondato nel sesto secolo da uno dei Nove Santi e conosciuto per i suoi vangeli del X secolo. Nelle vicinanze si trova anche il villaggio di Fremona, che era stato la base dei gesuiti nel XVII secolo invitati per convertire l'Etiopia al cattolicesimo.

## Storia

### Origini
Secondo Richard Pankhurst, accademico britannico specializzato negli studi sull'Etiopia, il nome di Adua deriva da Adi Awa (o Wa), che significa "Villaggio degli Awa"; i quali sono un gruppo etnico citato nell'anonimo Monumentum Adulitanum rinvenuto nel sito archeologico di Adulis. Francisco Álvares, religioso e viaggiatore portoghese, riporta inoltre che la spedizione lusitana in Etiopia toccò Adua, da lui chiamata "Casa di San Michele", nell'agosto del 1520.
Nonostante le sue presunte antiche origini, Adua acquisì maggiore importanza soltanto dopo che la capitale fu stabilita a Gondar. Come notò l'esploratore scozzese James Bruce, Adua era situata su "un territorio piano attraverso il quale deve passare chiunque sia diretto da Gondar verso il Mar Rosso", e infatti per passare per essa si dovevano pagare pedaggi. Dal 1700, diventò la città in cui risiedeva il governatore della Regione dei Tigrè, crescendo al punto da eclissare Debarwa, città commerciale nonché sede tradizionale del Bahr Negus in quanto città più importante del nord del paese. Adua diventò così importante nei decenni successivi che nel XIX secolo era una sorta di colonia di mercanti greci.

### XIX secolo
A causa della posizione, Adua divenne un'importante rotta commerciale, è menzionata nelle memorie di numerosi europei del XIX secolo che hanno visitato l'Etiopia. Questi includono Henry Salt, Samuel Gobat, Mansfield Parkyns, Arnaud, Antonie d'Abbadie e Théophile Lefebvre. Dopo la sconfitta e la morte di Ras Sabagadis nella battaglia di Debre Abbay, i suoi abitanti fuggirono da Adua poiché non era più sicura. La città fu trattenuta per un breve periodo dall'imperatore Tewodros II nel gennaio del 1860, che aveva marciato da sud in risposta alla ribellione di Agew Neguse, che aveva messo a rogo e abbandonato la città.

### XX secolo

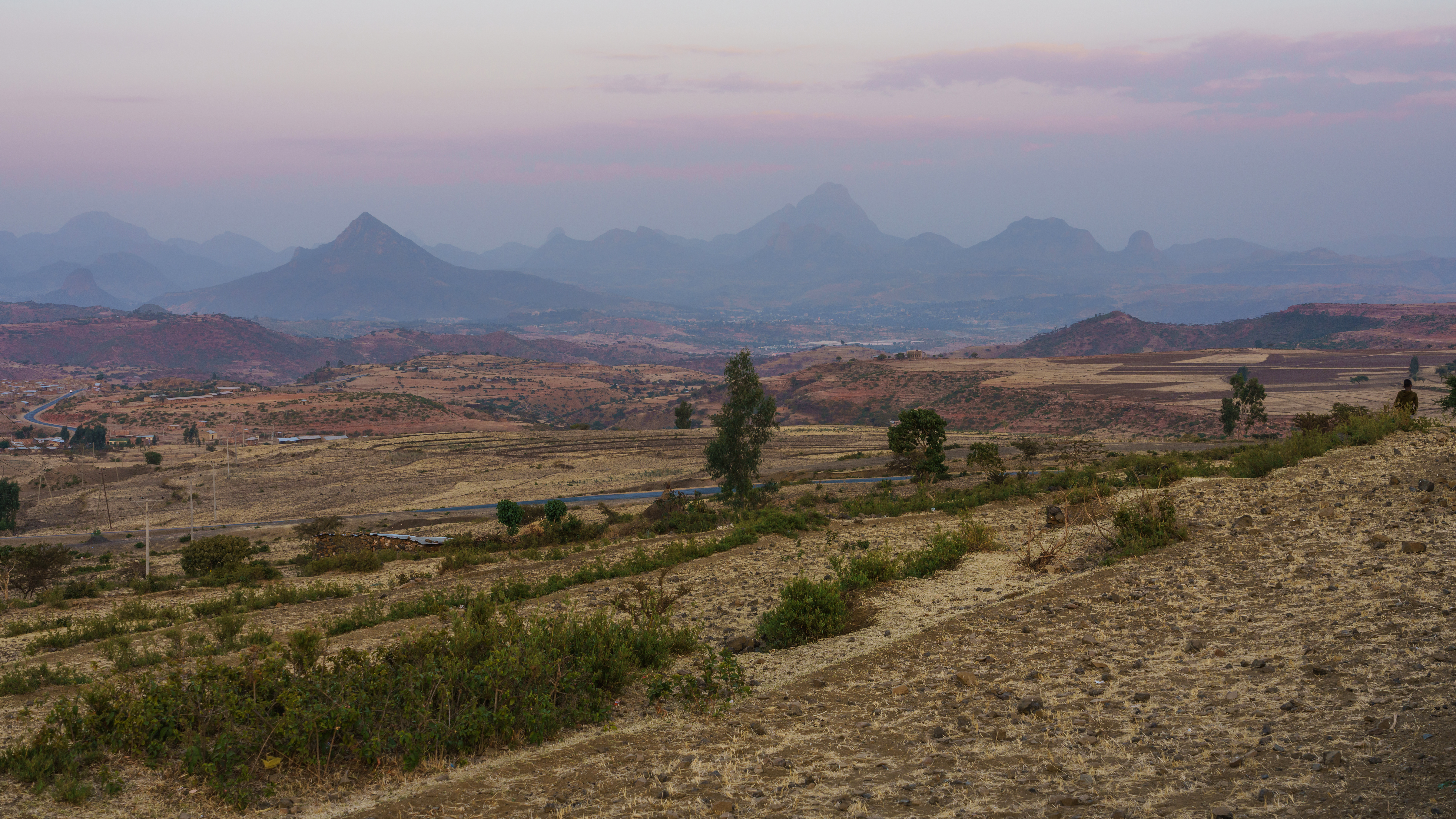
Sito della battaglia di Adua nella regione del Tigrè, in Etiopia

La sua importanza geografica è dovuta anche alla battaglia finale della prima guerra italo-etiopica, in cui gli imperatori etiopi combatterono per difendere l'indipendenza dell'Etiopia contro l'Italia nel 1896. Menelik guidò l'esercito etiope verso una vittoria decisiva contro gli italiani, che assicurarono un'Etiopia indipendente fino a quando gli italiani non invasero di nuovo nel 1935 (Seconda guerra italo-etiopica). Un grande albero ai margini della città è stato segnalato ai visitatori negli anni successivi, in cui l'imperatore Menelik giudicò gli eritrei catturati nella battaglia. I battaglioni eritrei facevano parte dell'esercito coloniale italiano, ma fu la corte marziale che non riconobbe il giudizio su di loro, e condannò i prigionieri ad avere la mano destra e il piede sinistro mozzati.
Scrivendo nel 1890, Augustus B. Wylde descriveva il mercato di Adua, che si teneva il sabato, come un grande commercio di bestiame di tutti i tipi, disponibili all'acquisto. La line telegrafica Asmara-Addis Abeba, costruita dagli italiani nel 1902-1904, passò ad Adua. Nel 1905 era considerata la terzà città più grande del Tigrè. Il servizio telefonico raggiunse Adua nel 1935, ma ancora nel 1954 non c'erano elenchi coi numeri di telefono.
Il 6 ottobre 1935 le forze italiane attaccarono Adua, dopo due giorni di bombardamenti, Ras Seyoum Mengesha venne spinto a ritirarsi precipitosamente, abbandonando ampie scorte di cibo e altre provviste. La Divisione Gavinana italiana portò un monumento in pietra in onore dei soldati caduti nel 1896. Questo monumento fu eretto subito dopo il loro arrivo e inaugurato il 15 ottobre alla presenza del generale Emilio De Bono. La città passò dalle mani italiane il 12 giugno 1941, quando la 34ª Brigata delle Forze di Stato indiane, appena arrivata, vi installò un ufficio postale.
Durante la ribellione di Woyane, 6000 delle truppe territoriali si ritirarono ad Adua il 22 settembre 1943. Nel 1958 Adua era uno dei 27 luoghi in Etiopia classificati come cittadino di prima classe. Durante gli anni '60 la città non era solo un centro educativo, ma anche un punto di partenza per il dissenso nazionalista, indicato dal fatto che i leader del Fronte di Liberazione del Popolo Tigrano (TPLF) durante i 22 anni dal 1975 al 1997, Aregawl Berhe, Sebhat Nega e Meles Zenawi provenivano tutti e tre da Adua e frequentavano la scuola governativa cittadina.
Adua era spesso bersaglio di attacchi da parte del TPLF durante la guerra civile etiopica: nel 1978 il TPLF attaccò Adua; nel 1979 tentò invano di rapinare la banca. La città passò definitivamente nel controllo della TPLF nel marzo 1988. Adua e i suoi dintorni sono il distretto nativo di molti dei principali dirigenti del TPLF che guidano l'Etiopia oggi, e il distretto fu rappresentato in Parlamento dall'ex primo ministro Meles Zenawi stesso.

## Dati demografici
Sulla base del censimento nazionale del 2007 condotto dall'Agenzia Statistica Centrale dell'Etiopia (CSA), questa città ha una popolazione totale di 40.500, di cui 18.307 uomini e 22.193 donne. La maggior parte degli abitanti ha dichiarato di praticare il cristianesimo ortodosso etiopico, con il 90,27% che ha riferito di appartenervi, mentre il 9,01% della popolazione era musulmano.

## Sport
Almeda Textille Football Club (ALTEX) è stato promosso nella Lega nazionale di calcio dell'Etiopia dopo aver vinto i campionati etiopi della squadra di calcio di Macallè. ALTEX ha battuto il Meta Beer Football Club per 2-1 in finale. ALTEX è il primo club della città di Adua a rappresentare la città nella storia del calcio etiopico.

## Film
- Adwa (1999). Diretto da Haile Gerima